# 정은찬
정은찬(본명: 정소영, 1975년 11월 27일~)은 대한민국의 배우이자 모델이며, 기업가 겸 연극인이다. 《무에타이》에 특기가 있는 그는, 1995년 연극배우로 첫 데뷔했고, 이어 같은 해(1995년)에 KBS 드라마 《신세대 보고 - 어른들은 몰라요》를 통하여 KBS 특채 연기자로 데뷔했다.

## 학력
- 1997년 전남전문대학 모델이벤트학과 전문학사(95학번)

## 출연작

### TV 시리즈
- 1995년 : KBS1 《신세대 보고 - 어른들은 몰라요》
- 1996년 : KBS2 《스타트》 - 정충록 역
- 1997년 : KBS1 《용의 눈물》 - 이징옥 역
- 1997년 : MBC 《남자 셋 여자 셋》 - 문화대학교 철학과 1학년 학생 이방연[1] 역(카메오), 문화대학교 법학과 2학년 학생이자 파고다 반일반공 동호회 회장 정소영 역(카메오)
- 1997년 : SBS 《여자》
- 1998년 : MBC 《남자 셋 여자 셋》 - 문화대학교 법학과 2학년 학생이자 파고다 반일반공 동호회 회장 정소영 역(카메오)
- 1998년 : SBS 《토요미스테리 극장》
- 1998년 : SBS 《납량특선 8부작 - 공포의 눈동자》
- 1998년 : MBC 《시트콤 여자 대 여자》
- 1999년 : EBS 《내일》 - 고교 인근 동리를 방문한 1999년 새해 손님 백문익 역
- 2000년 : MBC 《시트콤 세 친구》 - 정의정(이의정 분)을 스토킹하는 철벽 봉쇄남 정소영 역으로 카메오
- 2000년 : SBS 《덕이》 - 정병수 역
- 2000년 : SBS 《골뱅이》 - 강철 역
- 2002년 : SBS 《야인시대》 - 뭉치 역
- 2002년 : MBC 《시트콤 연인들》 - 어리바리하고 어설프면서도 의협적(義俠的)인 성격을 갖춘 "여자 꾀기 작업남" 정소영 역으로 카메오
- 2002년 : MBC 《삼총사》 - 오현태 역
- 2003년 : SBS 《태양속으로》 - 송기철 역
- 2003년 : KBS2 《결혼 이야기 - 범생이의 첫사랑》 - 용익 역
- 2003년 : SBS 《연인》 - 김영규 역
- 2004년 : SBS 《장길산》 - 산지니 역
- 2005년 : KBS1 《HD TV문학관 - 외등》 - 노상규 역
- 2007년 : SBS 《사랑에 미치다》 - 이청호 역
- 2007년 : SBS 《왕과 나》
- 2009년 : tvN 《세 남자》
- 2012년 : MBC 《무신》 - 탕꾸

### 영화
- 1999년 《주유소 습격 사건》 - 고삘 1(고딩 짱) 역
- 2000년 《싸이렌》 - 함안욱 역
- 2001년 《7인의 새벽》 - 이기훈(운짱) 역
- 2002년 《예스터데이》 - 미스타 조 역
- 2017년 《푸른노을》 - 김종하 역
- 2018년 《신 전래동화》 - 강남제비 역

### 연극
- 1995년 《봄봄》

### 뮤지컬
- 1998년 《그리스》 - 자니 카지노 역(단역)

## 수상
- 2000년 SBS 연기대상 시트콤 부분 연기상